# Awake and Alive
"Awake and Alive" è il terzo singolo del gruppo musicale Skillet, ed è la quarta canzone dell'album Awake. La canzone venne registrata nel 2009 e il video musicale, venne pubblicato il 15 febbraio 2010, su Christian Hard rock e su Rock Radio.
Prima di venire pubblicata, come un singolo, la canzone si classificò al centesimo posto nel Billboard Hot 100 (per un'intera settimana) e si classificò al sedicesimo posto, nel Top Heatseekers (in seguito all'uscita, dell'album "Awake"), diventando la prima canzone degli Skillet, ad entrare nell'Hot 100.
La canzone è anche arrivata al primo posto, su Christian Rock.net e debuttò al dodicesimo posto, nella classifica stilata da Christian Rock.

## Tracce
1. Awake and Alive – 3:31

## Video musicale
Nel video musicale, viene mostrata la band che canta la canzone, dal vivo (probabilmente, durante un concerto) e vengono mostrati, anche, alcuni making of.

## Significato della canzone
Quando gli venne chiesto da Sterotruth.net, quale fosse il significato della canzone, John Cooper (il cantante della band) rispose: 
(John Cooper durante l'intervista condotta da Sterotruth.net)

## Classifiche

### Classifiche settimanali
| Classifica (2009-2011)       | Posizione massima |
| ---------------------------- | ----------------- |
| Rock Radio                   | 1                 |
| Contemporary hit radio       | 3                 |
| Billboard Hot 100            | 100               |
| Christian Songs              | 30                |
| Rock Airplay                 | 13                |
| Hot Rock & Alternative Songs | 13                |

### Classifiche di fine anno
| Classifica (2011)            | Posizione massima |
| ---------------------------- | ----------------- |
| Hot Rock & Alternative Songs | 40                |

## Certificazioni
| Paese              | Certificazione | Copie vendute |
| ------------------ | -------------- | ------------- |
| Stati Uniti (RIAA) | Platino        | 1.000.000+    |

## Formazione
- John Cooper - voce, basso
- Korey Cooper - chitarra ritmica, tastiera
- Ben Kasika - chitarra solista
- Jen Ledger - batteria, voce
- Tate Olsen - violoncello
- Jonathan Chu - violino

## Altri media
- La canzone venne utilizzata nel 2009, come trailer per la soap opera Una vita da vivere.[8]
- Nel 2011, la canzone venne inserita nella colonna sonora del film Transformers 3.[9] Invece (il 6 agosto dello stesso anno), il terza base dei Tampa Bay Rays, Evan Longoria, usò la canzone come tema personale, mentre stava eseguendo il suo secondo At Bat, durante una partita.[10]
- Nel 2014, il giocatore dei Cincinnati Reds, J.J. Hoover, utilizzava la canzone come personale tema musicale (durante il suo ingresso in campo), ogni volta che lasciava il bullpen.